# Афера Манеж
Афера Манеж је настала када је Никита Хрушчов заједно са осталим руководством Партије посетио јубиларну уметничку изложбу „30 година Савеза уметника Москве“ у Московском Манежу 1. децембра 1962. године. То је резултирало Хрушчовљевим љутитим вербалним нападањем против „прљавштине, декаденције и сексуалних девијација“ које је видео поред традиционалних дела социјалистичког реализма. Након посете, организовао је кампању за чвршћи утицај и притисак Партије над културом. Ово је описано као почетак краја културног одмрзавања у Совјетском Савезу. Афера је детаљно обрађена у књизи Незванична уметност у Совјетском Савезу аутора Пола Сјеклоче и Игора Мида и у другим публикацијама.

Хрушчовљев бес је додатно подстакнут када је обавештен о недавној акцији КГБ-а против тајне групе хомосексуалних интелектуалаца, који су радили за издавачку кућу Искуство (Тhe Art. У разговору са Елијем Биелутином, домаћином изложбе, Хрушчов је рекао:
Зар не знаш да сликаш? Мој унук ће то боље насликати! Шта је ово? Јесте ли ви људи или проклети педерасти!? Како можеш тако да сликаш? Имате ли савести? То је то, Бељутине, кажем ти као председавајући Министарског савета: све ово совјетском народу не треба. Кажем ти! Забранити! Забранити све! Зауставите овај неред! Наређујем! Ја кажем! И проверите све! На радију, телевизији и штампи искорените све симпатизере овога!